# QSO B1359+154
CLASS B1359+154 es un cuásar, u objeto cuasi-estelar, con un corrimiento al rojo de 3,235. Un grupo de tres galaxias en primer plano con un corrimiento al rojo de aproximadamente 1 se comportan como lentes gravitacionales. El resultado es un raro ejemplo de un cuásar multiplicado por seis.